# Walter Montagu-Douglas-Scott, 8. Duke of Buccleuch

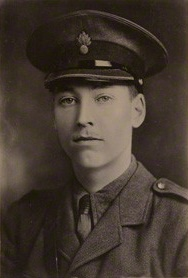
Walter Montagu-Douglas-Scott, 8. Duke of Buccleuch

Walter John Montagu-Douglas-Scott, 8. Duke of Buccleuch KT GCVO TD PC (* 30. Dezember 1894; † 4. Oktober 1973) war ein britischer Peer und Politiker der Conservative Party.

## Leben
Er war der älteste Sohn von John Montagu-Douglas-Scott, 7. Duke of Buccleuch, und Lady Margaret Alice Bridgeman, Tochter des George Bridgeman, 4. Earl of Bradford. Als Heir apparent seines Vaters führte bis 1914 den Höflichkeitstitel Lord Whitchester und von 1914 bis 1935 den des Earl of Dalkeith.
Er besuchte das Eton College und das Christ Church College der University of Oxford. Er schlug eine Offizierskarriere bei der British Army ein und wurde Captain bei den Grenadier Guards. 1923 bis 1930 war er befehlshabender Offizier der King’s Own Scottish Borderers. Später wurde er Generalkapitän der Royal Company of Archers.
Ab 1923 war er Abgeordneter der Scottish Unionist Party im House of Commons für den Wahlkreis Roxburghshire and Selkirkshire. Er schied 1935 aus dem House of Commons aus, als er seinen Vater als 8. Duke of Buccleuch und 10. Duke of Queensberry beerbte und dadurch einen Sitz im House of Lords erhielt. Im House of Commons folgte ihm als Abgeordneter in seinem Wahlkreis sein Bruder Lord William Scott.
Seine Schwester Alice heiratete 1935 Henry, 1. Duke of Gloucester (einer der Onkel väterlicherseits von Elisabeth II.), womit sie ein Mitglied der britischen Königsfamilie wurde. Walter wurde kurz darauf 1935 zum Knight Grand Cross des Royal Victorian Order geschlagen.
1937 erhielt er das Hofamt des Lord Steward of the Household. Er soll sich in London mit dem deutschen Botschafter Joachim von Ribbentrop getroffen haben, wurde als pro-deutsch kritisiert und musste das Hofamt schließlich 1940 aufgeben.
Nach dem Krieg hatte er das Amt eines Friedensrichters für Dumfriesshire und Roxburghshire inne und war Deputy Lieutenant von Selkirkshire. 1949 wurde er als Knight Companion in den Distelorden aufgenommen. 1953 wurde ihm von der University of Edinburgh und 1956 auch von der University of St Andrews die Ehrendoktorwürde verliehen. Von 1966 bis 1973 amtierte er als Kanzler des Distelordens.

## Ehe und Nachkommen
Am 21. April 1921 heiratete er Vreda Esther Mary Lascelles, Enkelin des William Beauclerk, 10. Duke of St. Albans. Aus der Ehe gingen drei Kinder hervor:
- Lady Elizabeth Diana Montagu-Douglas-Scott (1922–2012), ⚭ Hugh Percy, 10. Duke of Northumberland;
- (Walter Francis) John Montagu-Douglas-Scott, 9. Duke of Buccleuch (1923–2007);
- Caroline Margaret Montagu-Douglas-Scott (1927–2004), ⚭ Ian Gilmour, Baron Gilmour of Craigmillar.

Er starb am 4. Oktober 1973 und wurde in den Ruinen von Melrose Abbey begraben. Seine Adelstitel fielen an seinen Sohn.